# Assago
Assago là một thị trấn ở tỉnh Milano, phía bắc Italia, vùng Lombardia. Assago nằm ở độ cao 110 m, có tổng diện tích 8 ki-lô-mét vuông và dân số thời điểm cuối năm 2004 là 7780 người.